# Beaulon
Beaulon é uma comuna francesa na região administrativa de Auvérnia-Ródano-Alpes, no departamento Allier. Estende-se por uma área de 64,59 km². Em 2010 a comuna tinha 1 662 habitantes (densidade: 25,7 hab./km²).